# Бимент (Илиноис)
Бимент (енгл. Bement) град је у америчкој савезној држави Илиноис.

## Демографија
По попису из 2010. године број становника је 1.730, што је 54 (-3,0%) становника мање него 2000. године.
| Група             | 2000.         | 2010.         |
| Белци             | 1.751 (98,2%) | 1.679 (97,1%) |
| Афроамериканци    | 16 (0,9%)     | 7 (0,4%)      |
| Азијати           | 4 (0,2%)      | 3 (0,2%)      |
| Хиспаноамериканци | 6 (0,3%)      | 19 (1,1%)     |
| Укупно            | 1.784         | 1.730         |